# ليمور مكشكش أحمر
الليمور المكشكش الأحمر هو نوع من الرئيسيات المنثنية المنخرين يتبع جنس الليامير المكشكشة ضمن فصيلة الليموريات، موطنه مدغشقر.